# Fryksås
Fryksås är en välbevarad fäbod från 1500-talet i Orsa kommun i Dalarna. Den har också lånat sitt namn till ett gästgiveri i närheten och utgör en station längs Siljansleden.
Enligt sägner skall tre finnar varit de första som byggt i området, enligt en annan sägen skall den ha fått namn efter en hedning, Frixen, som tillsammans med Egg och Hjerpen var de första som slog sig ned här. Fäboden nyttjades av byar i Mora socken, trots att den hörde till Orsa socken. Karl-Erik Forsslund berättar att den redan i början av 1900-talet blivit en "turistfäbod", och att få andra fäbodar hade så många turister boendes i stugorna sommartid. Av 32 gårdar var ett tiotal på 1910-talet ännu i drift.